# Medythia quaterna
Medythia quaterna es una especie de insecto coleóptero de la familia Chrysomelidae.
Fue descrita científicamente en 1880 por Fairmaire.